# Bucyrus (Kansas)
Bucyrus – jednostka osadnicza w Stanach Zjednoczonych, w stanie Kansas, w hrabstwie Miami.